# الردا التلمساني
الردا أو الرداء التلمساني هو لباس تقليدي عريق من الغرب الجزائري و بالضبظ من الحاضرة تلمسان تختص بلبسه العروس الجزائرية عموما و التلمسانية على وجه الخصوص.

## مكونات الردا التلمساني
يتكون الردا التلمساني من ثوب طويل من الحرير اللامع ، ثم يلبس فوقه ثوب قصير مطرز بطريقة تقليدية بحيث يبقى متدليا خلف ظهر العروس أما من ناحية الصدر فيطوى على صدرها و يثبث بإبر و عادة ما يكون لونه إما الأبيض أو الذهبي ، بعد ذلك يتم وضع حزام على الخصر يسمى "المثقلة" و أخيرا يتم شد الجوهر على صدر العروس إلا أن بعض التلمسانيات من تفضل لبسه بدون الجوهر أي بالمجوهرات الذهبية فقط التي توضع محل الجوهر على الصدر.
غالبا ما يرتدى الردا التلمساني وحده و تكتفي بعض العرائس بوضع تاج على رؤوسهن فقط إلا أن البعض الآخر يفضل تزيين الرأس بشدة الجص التلمسانية على الردا التلمساني ليعطيه رونقا خاصا .

## أهمية الردا التلمساني
الردا اسم عربي يقصد به الرداء و هذا اللباس لا يقل مكانة عن الأرفطان أو الشدة التلمسانية إذا يعتبر أول لباس تلبسه العروس في " الملاك" و أيضا يلبس هذا اللباس الأصيل في حمام العروس بعد زفافها.
كما كانت ولازالت تلبسه الفتيات الصغار و خاصة التلمسانيات في أول يوم صيام رمضان مع الشدة.
الردا التلمساني هو نوع من الملحفة الجزائرية المتنوعة يشبهه البعض بالملحفة الزناتية ( الملحفة الشاوية ، الملحفة النايلية، الملحفة الصحراوية...) المتواجدة بالشرق الجزائري غير أن الردا التلمساني مختلف تمامًا عنها من ناحية القماش و التفصيل و القطع المرفوقة به - خاصة الجوهر- و كذا طريقة اللبس و هذا لكونه لباس حضري تلمساني الأصل.